# Dinacria
Dinacria es un género con tres especies de plantas con flores de la familia Crassulaceae. 
Es considerada un sinónimo del género Crassula.

## Especies seleccionadas
- Dinacria filiformis Harv.
- Dinacria grammanthoides Schönland
- Dinacria sebaeoides (Eckl. & Zeyh.) Schönland